# James Mason (šachista)
James Mason (19. listopadu, 1849, Kilkenny, Irsko – 15. ledna 1905, Rochford, Anglie) byl irský šachový mistr a šachový publicista.
Masonovo pravé příjmení je neznámé. Jméno Mason přijala jeho rodina teprve roku 1861, když se přestěhovala do USA. Důvodem k tomu byla s největší pravděpodobností snaha zamaskovat irský původ, který tehdy vyvolával celou řadu předsudků. V USA Mason působil nejprve jako kamelot, naučil se hrát šachy a později získal zajištěné novinářské místo v New York Herald.
Na mezinárodní šachovou scénu vstoupil Mason impozantně, když roku 1876 porazil v zápase v New Yorku Henryho Edwarda Birda výrazně 11:4(=4). Jako nejsilnější hráč z New Yorku  pak vyhrál v tom samém roce čtvrtý americký šachový kongres ve Filadelfii, a následně turnaj týdeníku New York Clipper,
Roku 1878 byl Mason svými příznivci vyslán na mezinárodní turnaj v Paříži,, kde však neuspěl. Skončil (společně Albertem Clercem) v konkurenci dalších deseti hráčů na devátém až desátém místě (turnaj vyhrál Johannes Zukertort). Poté se roku 1879 zúčastnil turnaje v Londýně, kde skončil (společně Josephem Henrym Blackburnem) ze čtyř hráčů na druhém až třetím místě (turnaj vyhrál Henry Edward Bird.
V Londýně se James Mason rozhodl zůstat natrvalo, protože pobyt v Evropě považoval pro svůj šachový rozvoj za výhodnější než v Americe. Zúčastnil se od té doby prakticky všech významnějších mezinárodních šachových turnajů, ale díky své nevyrovnané výkonnosti (zaviněné často i vlivem alkoholu) nedosáhl až na výjimky výraznějších úspěchů.
K nejvýznamnějším Masonovým turnajovým výsledkům patří:
- třetí místo na turnaji ve Vídni roku 1882 (celkem osmnáct hráčů, zvítězil Wilhelm Steinitz společně se Simonem Winawerem),[7]
- třetí místo na turnaji v Norimberku roku 1883 (celkem devatenáct hráčů, zvítězil Simon Winawer),[8]
- druhé až šesté místo (společně s Josephem Henrym Blackburnem, Maxem Weissemm, Bertholdem Englischem a Siegbertem Tarraschem) na turnaji v Hamburku roku 1885 (celkem osmnáct hráčů, vyhrál Isidor Gunsberg),[9]
- třetí až čtvrté místo společně s Curtem von Bardelebenem) na turnaji v Bradfordu roku 1888 (celkem sedmnáct hráčů, zvítězil Isidor Gunsberg),[10]
- třetí místo na turnaji v Amsterodamu roku 1889 (celkem devět hráčů, zvítězil Amos Burn),[11]
- třetí místo na turnaji v Londýně roku 1892 (celkem pět hráčů, zvítězil Emanuel Lasker),[12]

Mason patřil rovněž k účastníkům superturnaje v Hastingsu roku 1895, kde se mu však příliš nedařilo a skončil mezi dvaceti dvěma účastníky (společně Amosem Burnem a Davidem Janowskim) na dvanáctém až čtrnáctém místě (turnaj vyhrál Harry Nelson Pillsbury).
Mason napsal několik šachových knih, z nichž nejznámější jsou
- The Principles of Chess in Theory and Practice (1894),
- The Art of Chess (1895),
- Chess Openings (1897),
- Social Chess (1900).

Roku 1903 se Mason stal hlavním komentátorem British Chess Magazine. Zároveň však vážně onemocněl a na počátku roku 1905 v léčebně v Rochfordu zemřel. Šachové zahájení 1.d4 d5 2.Sf4 je někdy na jeho počest označováno jako Masonova varianta. Jako Masonův gambit je označována varianta královského gambitu 1.e4 e5 2.f4 exf4 3.Jc3 (s možným pokračováním 3...Qh4+).